# Systasis dasyneurae
Systasis dasyneurae är en stekelart som beskrevs av Mani 1939. Systasis dasyneurae ingår i släktet Systasis och familjen puppglanssteklar. Inga underarter finns listade i Catalogue of Life.